# Argentinië op de Olympische Zomerspelen 2008
Argentinië nam deel aan de Olympische Zomerspelen 2008 in Peking, China. Argentinië debuteerde op de tweede Zomerspelen in 1900 en deed in 2008 voor de 22e keer mee. Net als op de vorige editie werd twee keer goud en vier keer brons gewonnen.

## Medailleoverzicht
| Sport       | Olympiër                       | Discipline         | Medaille |
| ----------- | ------------------------------ | ------------------ | -------- |
| Voetbal     | Olympisch team                 | mannen             | Goud     |
| Wielersport | Juan Curuchet Walter Pérez     | koppelkoers (m)    | Goud     |
| Basketbal   | Olympisch team                 | mannen             | Brons    |
| Hockey      | Olympisch team                 | vrouwen            | Brons    |
| Judo        | Paula Pareto                   | tot 48 kg (v)      | Brons    |
| Zeilen      | Carlos Espinosa Santiago Lange | tornado klasse (m) | Brons    |

## Deelnemers en resultaten
(m) = mannen, (v) = vrouwen 

### Atletiek
| Olympiër            | Discipline               | Resultaat | Prestatie                            |
| ------------------- | ------------------------ | --------- | ------------------------------------ |
| Leonardo Price      | 800m (m)                 | 51e       | serie 2: 6e in 1.49,39               |
| Javier Carriqueo    | 1500m (m)                | 27e       | serie 1: 6e in 3.39,36               |
| Juan Manuel Cano    | 20km snelwandelen (m)    | 40e       | 1:27.17                              |
| Germán Chiaraviglio | polsstokhoogspringen (m) | DNF       | kwalificatie: geen geldige sprong    |
| Germán Lauro        | kogelstoten (m)          | 32e       | kwalificatie groep A: 14e met 19,07m |
| Jorge Balliengo     | discuswerpen (m)         | 30e       | kwalificatie groep B: 14e met 58,82m |
| Pablo Pietrobelli   | speerwerpen (m)          | 34e       | kwalificatie groep B: 16e met 69,09m |
| Juan Ignacio Cerra  | kogelslingeren (m)       | 30e       | kwalificatie groep B: 16e met 70,16m |
|                     |                          |           |                                      |
| Alejandra García    | polsstokhoogspringen (v) | 31e       | kwalificatie groep A: 16e met 4,15m  |
| Rocío Comba         | discuswerpen (v)         | 36e       | kwalificatie groep B: 18e met 51,36m |
| Jennifer Dahlgren   | kogelslingeren (v)       | 29e       | kwalificatie groep B: 15e met 66,35m |

### Basketbal
| Olympiër | Discipline | Resultaat | Prestatie |
| --- | ---------- | --------- | --- |
| Carlos Delfino Manu Ginóbili Román González Juan Pedro Gutiérrez Leonardo Gutiérrez Federico Kammerichs Andrés Nocioni Fabricio Oberto Antonio Porta Pablo Prigioni Paolo Quinteros Luis Scola | mannen     | Brons     | groepsfase: 2e V van Litouwen: 75-79 W van Australië: 85-68 W van Kroatië: 77-53 W van Iran: 97-82 W van Rusland: 91-79 kwartfinale: W van Griekenland: 80-78 halve finale: V van Verenigde Staten: 81-101 bronzen finale: W van Litouwen: 87-75 |

| Groep A |            |             |             |             |        |        |        |        |
| #       | Land       | Wedstrijden | Wedstrijden | Wedstrijden | Punten | Punten | Punten | Punten |
| #       | Land       | G           | W           | V           | V      | T      | Saldo  | Punten |
| 1       | Litouwen   | 5           | 4           | 1           | 425    | 400    | +25    | 9      |
| 2       | Argentinië | 5           | 4           | 1           | 425    | 361    | +64    | 9      |
| 3       | Kroatië    | 5           | 3           | 2           | 399    | 380    | +19    | 8      |
| 4       | Australië  | 5           | 3           | 2           | 457    | 405    | +52    | 8      |
| 5       | Rusland    | 5           | 1           | 4           | 387    | 406    | -19    | 6      |
| 6       | Iran       | 5           | 0           | 5           | 323    | 464    | -141   | 5      |

| Ronde          | Datum  | Plaats     | Land   | Score            | Land |
| -------------- | ------ | ---------- | ------ | ---------------- | ---- |
| Groepsfase     |        |            |        |                  |      |
| 10 augustus    | Peking | Litouwen   | 79-75  | Argentinië       |      |
| 12 augustus    | Peking | Argentinië | 85-68  | Australië        |      |
| 14 augustus    | Peking | Argentinië | 77-53  | Kroatië          |      |
| 16 augustus    | Peking | Iran       | 82-97  | Argentinië       |      |
| 18 augustus    | Peking | Argentinië | 91-79  | Rusland          |      |
| Kwartfinale    |        |            |        |                  |      |
| 20 augustus    | Peking | Argentinië | 80-78  | Griekenland      |      |
| Halve finale   |        |            |        |                  |      |
| 22 augustus    | Peking | Argentinië | 81-101 | Verenigde Staten |      |
| Bronzen finale |        |            |        |                  |      |
| 24 augustus    | Peking | Litouwen   | 75-87  | Argentinië       |      |

### Boksen
| Olympiër         | Discipline | Resultaat | Prestatie                         |
| ---------------- | ---------- | --------- | --------------------------------- |
| Ezequiel Maderna | -75kg (m)  | 17e       | 1e ronde: V van USA Estrada: 2-10 |

### Gewichtheffen
| Olympiër        | Discipline | Resultaat | Prestatie                                                  |
| --------------- | ---------- | --------- | ---------------------------------------------------------- |
| Carlos Espeleta | -77kg (m)  | 19e       | trekken: 21e met 140kg stoten: 18e met 170kg totaal: 310kg |
|                 |            |           |                                                            |
| Nora Koppel     | -75kg (v)  | DNS       | niet gestart                                               |

### Hockey
| Olympiër | Discipline | Resultaat | Prestatie |
| --- | ---------- | --------- | --- |
| Magdalena Aicega Luciana Aymar Noel Barrionuevo Claudia Burkart Soledad García Mariana González Oliva Alejandra Gulla Giselle Kañevsky Rosario Luchetti Mercedes Margalot María de la Paz Hernández Carla Rebecchi Mariana Rossi Mariné Russo Belén Succi Paola Vukojicic | vrouwen    | Brons     | groepsfase: 2e G tegen Verenigde Staten: 2-2 G tegen Groot-Brittannië: 2-2 W van Japan: 2-1 W van Duitsland: 4-0 W van Nieuw-Zeeland: 3-2 halve finale: V van Nederland: 2-5 bronzen finale: W van Duitsland: 3-1 |

| Groep B |                  |             |             |             |             |            |            |            |        |
| #       | Land             | Wedstrijden | Wedstrijden | Wedstrijden | Wedstrijden | Doelpunten | Doelpunten | Doelpunten | Punten |
| #       | Land             | G           | W           | G           | V           | V          | T          | Saldo      | Punten |
| 1       | Duitsland        | 5           | 4           | 0           | 1           | 12         | 8          | +4         | 12     |
| 2       | Argentinië       | 5           | 3           | 2           | 0           | 13         | 7          | +6         | 11     |
| 3       | Groot-Brittannië | 5           | 2           | 2           | 1           | 7          | 9          | -2         | 8      |
| 4       | Verenigde Staten | 5           | 1           | 3           | 1           | 9          | 8          | +1         | 6      |
| 5       | Japan            | 5           | 1           | 1           | 3           | 5          | 7          | -2         | 4      |
| 6       | Nieuw-Zeeland    | 5           | 0           | 0           | 5           | 6          | 13         | -7         | 0      |

| Ronde          | Datum  | Plaats     | Land | Score            | Land |
| -------------- | ------ | ---------- | ---- | ---------------- | ---- |
| Groepsfase     |        |            |      |                  |      |
| 10 augustus    | Peking | Argentinië | 2-2  | Verenigde Staten |      |
| 12 augustus    | Peking | Argentinië | 2-2  | Groot-Brittannië |      |
| 14 augustus    | Peking | Japan      | 1-2  | Argentinië       |      |
| 16 augustus    | Peking | Duitsland  | 0-4  | Argentinië       |      |
| 18 augustus    | Peking | Argentinië | 3-2  | Nieuw-Zeeland    |      |
| Halve finale   |        |            |      |                  |      |
| 20 augustus    | Peking | Nederland  | 5-2  | Argentinië       |      |
| Bronzen finale |        |            |      |                  |      |
| 22 augustus    | Peking | Duitsland  | 1-3  | Argentinië       |      |

### Judo
| Olympiër           | Discipline | Resultaat | Prestatie |
| ------------------ | ---------- | --------- | --- |
| Miguel Albarracín  | -60kg (m)  | 13e       | voorronde: vrij 1e ronde: V van KOR Min-ho: ippon herkansingen: V van IRI Haji Akhondzadeh: yuko |
| Mariano Bertolotti | -73kg (m)  | 21e       | 1e ronde: V van BRA Guilhero: waza-ari |
| Emmanuel Lucenti   | -81kg (m)  | 21e       | voorronde: vrij 1e ronde: V van GBR Burton: yuko |
| Diego Rosati       | -90kg (m)  | 9e        | 1e ronde: W van USA Olson: koka 2e ronde: V van RUS Pershin: ippon herkansingen 1: W van RSA Trezise: ippon herkansingen 2: V van BLR Kazusenok: ippon                                                                     |
| Eduardo Costa      | -100kg (m) | 17e       | 1e ronde: W van SVK Pálkovács: waza-ari 2e ronde: V van POL Matyjaszek: ippon |
| Sandro López       | +100kg (m) | 21e       | 1e ronde: V van PER Zegarra: ippon |
|                    |            |           | |
| Paula Pareto       | -48kg (v)  | Brons     | 1e ronde: vrij 2e ronde: W van AUS Day: ippon kwartfinale: V van JPN Tani: koka herkansingen 1: W van CHN Wu Shugen: waza-ari herkansingen 2: W van HUN Csernoviczki: waza-ari bronzen finale: W van PRK Ok-song: waza-ari |
| Daniela Krukower   | -63kg (v)  | 9e        | 1e ronde: W van AUS Arlove: ippon 2e ronde: V van PRK Ok-im: yuko herkansingen 1: V van NED Willeboordse: waza-ari |
| Lorena Briceño     | -78kg (v)  | 20e       | 1e ronde: vrij 2e ronde: V van FRA Possamaï: koka |

### Kanovaren
| Olympiër            | Discipline    | Resultaat | Prestatie                                              |
| ------------------- | ------------- | --------- | ------------------------------------------------------ |
| Miguel Correa       | K-1 500m (m)  | 18e       | serie 2: 5e in 1.39,781 halve finale 2: 7e in 1.46,422 |
| Miguel Correa       | K-1 1000m (m) | 17e       | serie 3: 6e in 3.45,965 halve finale 2: 9e in 3.51,715 |
|                     |               |           |                                                        |
| Estefania Fontanini | K-1 500m (v)  | 21e       | serie 1: 8e in 2.00,291                                |

### Paardensport
| Olympiër     | Discipline                 | Resultaat | Prestatie                                                                       |
| ------------ | -------------------------- | --------- | ------------------------------------------------------------------------------- |
| José Larocca | springconcours individueel | 30e       | kwalificatie: 1e ronde: 60e met 14 strafpunten 2e ronde: 44e met 16 strafpunten |

### Roeien
| Olympiër            | Discipline | Resultaat | Prestatie                                                                                                   |
| ------------------- | ---------- | --------- | --- |
| Santiago Fernández  | skiff (m)  | DNF       | serie 1: 4e in 7.38,87 kwartfinale 4: 6e in 7.27,60 halve finale C/D: niet gestart                          |
|                     |            |           | |
| María Gabriela Best | skiff (v)  | 16e       | serie 1: 4e in 7.58,60 kwartfinale 4: 5e in 7.46,45 halve finale C/D: 3e in 8.09,61 finale C: 4e in 7.45,21 |

### Schermen
| Olympiër                 | Discipline | Resultaat | Prestatie                     |
| ------------------------ | ---------- | --------- | ----------------------------- |
| Alberto González Viaggio | floret (m) | 17e       | 1e ronde: V van CHN Jun: 2-15 |

### Schietsport
| Olympiër           | Discipline | Resultaat | Prestatie                |
| ------------------ | ---------- | --------- | ------------------------ |
| Juan Carlos Dasque | trap (m)   | 19e       | kwalificatie: 115 punten |

### Taekwondo
| Olympiër       | Discipline | Resultaat | Prestatie                                                                                               |
| -------------- | ---------- | --------- | --- |
| Vanina Sánchez | -67kg (v)  | 7e        | 1e ronde: W van TUR Güler: 4-0 kwartfinale: V van CAN Sergerie: 0-3 herkansingen: V van AUS Morgan: 2-9 |

### Tafeltennis
| Olympiër        | Discipline    | Resultaat | Prestatie                                         |
| --------------- | ------------- | --------- | ------------------------------------------------- |
| Liu Song        | enkelspel (m) | 49e       | voorronde: vrij 1e ronde: V van PRK Song-man: 2-4 |
| Pablo Tabachnik | enkelspel (m) | 65e       | voorronde: V van EGY Lashin: 2-4                  |

### Tennis
| Olympiër                         | Discipline     | Resultaat | Prestatie |
| -------------------------------- | -------------- | --------- | --- |
| Agustín Calleri                  | enkelspel (m)  | 17e       | 1e ronde: W van BAH Mulings: 6-1, 6-1 2e ronde : V van TPE Yen-hsun: 4-6, 4-6                                       |
| Guillermo Cañas                  | enkelspel (m)  | 17e       | 1e ronde: W van CAN Niemeyer: 3-6, 4-2, opgave 2e ronde: V van FRA Simon: 5-7, 1-6                                  |
| Juan Mónaco                      | enkelspel (m)  | 33e       | 1e ronde: V van CRO Čilić: 4-6, 7-6(5), 3-6                                                                         |
| David Nalbandian                 | enkelspel (m)  | 9e        | 1e ronde: W van CHN Shaoxuan: 6-2, 6-1 2e ronde: W van CHI Massú: 7-6(0), 6-1 3e ronde: V van FRA Monfils: 4-6, 4-6 |
| Agustín Calleri Juan Mónaco      | dubbelspel (m) | 17e       | 1e ronde: V van AUS Guccione/Hewitt: 6-4, 6-7(4), 6-8                                                               |
| Guillermo Cañas David Nalbandian | dubbelspel (m) | 17e       | 1e ronde: V van BEL Darcis/Rochus: 7-6(6), 6-7(5), 3-6                                                              |
|                                  |                |           | |
| Gisela Dulko                     | enkelspel (v)  | 33e       | 1e ronde: V van AUS Dellacqua: 3-6, 4-6                                                                             |
| Gisela Dulko Betina Jozami       | dubbelspel (v) | 9e        | 1e ronde: W van ISR Obziler/Peer: 6-3, 6-2 2e ronde: V van RUS Vesnina/Zvonarjova: 2-6, 3-6                         |

### Voetbal

#### Mannen
| Olympiër | Discipline | Resultaat | Prestatie |
| --- | ---------- | --------- | --- |
| Lautaro Acosta Sergio Agüero Éver Banega Diego Buonanotte Federico Fazio Fernando Gago Ezequiel Garay Ezequiel Lavezzi Ángel Di María Javier Mascherano Lionel Messi Fabián Monzón Nicolas Navarro Nicolás Pareja Juan Riquelme Sergio Romero Jose Sosa Pablo Zabaleta | mannen     | Goud      | groepsfase: 1e W van Ivoorkust: 2-1 W van Australië: 1-0 W van Servië: 2-0 kwartfinale: W van Nederland: 2-1 nv halve finale: W van Brazilië: 3-0 finale: W van Nigeria: 1-0 |

| Groep A |            |             |             |             |             |            |            |            |        |
| #       | Land       | Wedstrijden | Wedstrijden | Wedstrijden | Wedstrijden | Doelpunten | Doelpunten | Doelpunten | Punten |
| #       | Land       | G           | W           | G           | V           | V          | T          | Saldo      | Punten |
| 1       | Argentinië | 3           | 3           | 0           | 0           | 5          | 1          | +4         | 9      |
| 2       | Ivoorkust  | 3           | 2           | 0           | 1           | 6          | 4          | +2         | 6      |
| 3       | Australië  | 3           | 0           | 1           | 2           | 1          | 3          | -2         | 1      |
| 4       | Servië     | 3           | 0           | 1           | 2           | 3          | 7          | -4         | 1      |

| Ronde        | Datum    | Plaats     | Land | Score      | Land |
| ------------ | -------- | ---------- | ---- | ---------- | ---- |
| Groepsfase   |          |            |      |            |      |
| 7 augustus   | Shanghai | Ivoorkust  | 1-2  | Argentinië |      |
| 10 augustus  | Shanghai | Argentinië | 1-0  | Australië  |      |
| 13 augustus  | Peking   | Argentinië | 2-0  | Servië     |      |
| Kwartfinale  |          |            |      |            |      |
| 16 augustus  | Shanghai | Argentinië | 2-1  | Nederland  |      |
| Halve finale |          |            |      |            |      |
| 19 augustus  | Peking   | Argentinië | 3-0  | Brazilië   |      |
| Finale       |          |            |      |            |      |
| 23 augustus  | Peking   | Nigeria    | 0-1  | Argentinië |      |

#### Vrouwen
| Olympiër | Discipline | Resultaat | Prestatie                                                           |
| --- | ---------- | --------- | ------------------------------------------------------------------- |
| Guadalupe Calello Eva Nadia Gonzalez Yesica Arrien Florencia Mandrile Marisa Gerez Gabriela Patricia Chávez Ludmila Manicler Emilia Mendieta María Belén Potassa Mariela Coronel Fabiana Vallejos Daiana Cardone Florencia Quiñones Andrea Ojeda Mercedes Pereyrae Gimena Blanco Analía Almeida Vanina Correa | vrouwen    | 11e       | groepsfase: 4e V van Canada: 1-2 V van Zweden: 0-1 V van China: 0-2 |

| Groep A |            |             |             |             |             |            |            |            |        |
| #       | Land       | Wedstrijden | Wedstrijden | Wedstrijden | Wedstrijden | Doelpunten | Doelpunten | Doelpunten | Punten |
| #       | Land       | G           | W           | G           | V           | V          | T          | Saldo      | Punten |
| 1       | China      | 3           | 2           | 1           | 0           | 5          | 2          | +3         | 7      |
| 2       | Zweden     | 3           | 2           | 0           | 1           | 4          | 3          | +1         | 6      |
| 3       | Canada     | 3           | 1           | 1           | 1           | 4          | 4          | 0          | 4      |
| 4       | Argentinië | 3           | 0           | 0           | 3           | 1          | 5          | -4         | 0      |

| Ronde       | Datum       | Plaats     | Land | Score      | Land |
| ----------- | ----------- | ---------- | ---- | ---------- | ---- |
| Groepsfase  |             |            |      |            |      |
| 6 augustus  | Tianjin     | Argentinië | 1-2  | Canada     |      |
| 9 augustus  | Tianjin     | Zweden     | 1-0  | Argentinië |      |
| 12 augustus | Qinhuangduo | China      | 2-0  | Argentinië |      |

### Volleybal
| Olympiër                       | Discipline | Resultaat | Prestatie |
| ------------------------------ | ---------- | --------- | --- |
| Mariano Baracetti Martín Conde | beach (m)  | 19e       | groep B: 4e V van SUI Heuscher/Heyer: 0-2 (13-21, 17-21) W van LAT Pļaviņš/Samoilovs: 2-0 (23-21, 21-19) V van USA Dalhausser/Rogers: 0-2 (12-21, 13-21) |

### Wielersport
| Olympiër                   | Discipline       | Resultaat | Prestatie                                                                                    |
| Baan                       | Baan             | Baan      | Baan                                                                                         |
| -------------------------- | ---------------- | --------- | -------------------------------------------------------------------------------------------- |
| Juan Curuchet              | puntenkoers (m)  | 18e       | 1 punt                                                                                       |
| Juan Curuchet Walter Pérez | ploegkoers (m)   | Goud      | 8 punten                                                                                     |
| BMX                        |                  |           |                                                                                              |
| Juan Curuchet              | BMX (m)          | 11e       | kwalificatie: 27e in 37,253 kwartfinale 4: 2e met 11 punten halve finale 2: 5e met 15 punten |
| Ramiro Marino              | BMX (m)          | 31e       | kwalificatie: 21e in 36,768 kwartfinale 2: 8e met 20 punten                                  |
|                            |                  |           |                                                                                              |
| Gabriela Díaz              | BMX (v)          | 5e        | kwalificatie: 5e in 37,590 halve finale 1: 3e met 15 punten finale: 5e in 39,747             |
| María Belén Dutto          | BMX (v)          | 31e       | kwalificatie: 14e in 40,193 halve finale 2: 7e met 20 punten                                 |
| Moutainbike                |                  |           |                                                                                              |
| Darío Gasco                | mountainbike (m) | 27e       | 2:07.04                                                                                      |
| Weg                        |                  |           |                                                                                              |
| Matías Médici              | tijdrit (m)      | 30e       | 1:07.53                                                                                      |
| Alejandro Borrajo          | wegwedstrijd (m) | DNF       | niet gefinisht                                                                               |
| Juan José Haedo            | wegwedstrijd (m) | DNF       | niet gefinisht                                                                               |
| Matías Médici              | wegwedstrijd (m) | DNF       | niet gefinisht                                                                               |

### Zeilen
| Olympiër                               | Discipline       | Resultaat | Prestatie                                    |
| -------------------------------------- | ---------------- | --------- | -------------------------------------------- |
| Mariano Reutemann                      | RS:X (m)         | 21e       | 168 punten: (25-18-19-23-25-15-16-16-16-20)  |
| Julio Alsogaray                        | laser (m)        | 7e        | 92 punten: (1-12-10-28-14-1-2-32-16)         |
| Javier Conte Juan de la Fuente         | 470 (m)          | 10e       | 110 punten: (14-14-4-11-19-9-7-30-5-9-18)    |
|                                        |                  |           |                                              |
| Florencia Gutiérrez                    | RS:X (v)         | 25e       | 216 punten: (27-19-27-20-23-26-23-DNF-24-27) |
| Cecilia Carranza                       | laser radial (v) | 12e       | 104 punten: (15-8-9-20-8-15-6-DNF-23)        |
| Consuelo Monsegur Maria Fernanda Sesto | 470 (v)          | 16e       | 113 punten: (16-18-17-12-10-16-14-4-10-14)   |
|                                        |                  |           |                                              |
| Carlos Espínola Santiago Lange         | tornado          | Brons     | 56 punten: (13-1-1-12-4-6-9-1-9-1-6)         |

### Zwemmen
| Olympiër             | Discipline           | Resultaat | Prestatie               |
| -------------------- | -------------------- | --------- | ----------------------- |
| José Meolans         | 50m vrije slag (m)   | 35e       | serie 10: 8e in 22,58   |
| José Meolans         | 100m vrije slag (m)  | 35e       | serie 6: 5e in 49,50    |
| Juan Martín Pereyra  | 400m vrije slag (m)  | 35e       | serie 1: 4e in 3.59,35  |
| Juan Martín Pereyra  | 1500m vrije slag (m) | 34e       | serie 1: 4e in 15.49,57 |
| Eduardo Germán Otero | 100m rugslag (m)     | 40e       | serie 2: 7e in 56,74    |
| Sergio Ferreyra      | 100m schoolslag (m)  | 52e       | serie 3: 6e in 1.03,65  |
| Sergio Ferreyra      | 200m schoolslag (m)  | 52e       | serie 1: 5e in 2.20,10  |
| Andrés José González | 200m vlinderslag (m) | 33e       | serie 2: 3e in 2.00,36  |
| Damián Blaum         | 10km open water (m)  | 24e       | 1:55.48,6               |
|                      |                      |           |                         |
| Cecilia Biagioli     | 400m vrije slag (v)  | 34e       | serie 3: 7e in 4.19,58  |
| Cecilia Biagioli     | 800m vrije slag (v)  | 31e       | serie 2: 7e in 8.50,18  |
| Liliana Guiscardo    | 100m schoolslag (v)  | 37e       | serie 3: 4e in 1.11,43  |
| Agustina de Giovanni | 200m schoolslag (v)  | 37e       | serie 3: 7e in 2.35,94  |
| Georgina Bardach     | 200m vlinderslag (v) | DNS       | serie 2: niet gestart   |
| Georgina Bardach     | 200m wisselslag (v)  | 37e       | serie 2: 8e in 2.25,74  |
| Georgina Bardach     | 400m wisselslag (v)  | 36e       | serie 2: 8e in 5.00,87  |
| Antonella Bogarín    | 10km open water (v)  | 24e       | 2:11.35,9               |

Afghanistan · Albanië · Algerije · Amerikaanse Maagdeneilanden · Amerikaans-Samoa · Andorra · Angola · Antigua en Barbuda · Argentinië · Armenië · Aruba · Australië · Azerbeidzjan · Bahama's · Bahrein · Bangladesh · Barbados · België · Belize · Benin · Bermuda · Bhutan · Bolivia · Bosnië en Herzegovina · Botswana · Brazilië · Britse Maagdeneilanden · Bulgarije · Burkina Faso · Burundi · Cambodja · Canada · Centraal-Afrikaanse Republiek · Chili · China · Chinees Taipei · Colombia · Comoren · Congo-Brazzaville · Congo-Kinshasa · Cookeilanden · Costa Rica · Cuba · Cyprus · Denemarken · Djibouti · Dominica · Dominicaanse Republiek · Duitsland · Ecuador · Egypte · El Salvador · Equatoriaal-Guinea · Eritrea · Estland · Ethiopië · Fiji · Filipijnen · Finland · Frankrijk · Gabon · Gambia · Georgië · Ghana · Grenada · Griekenland · Groot-Brittannië · Guam · Guatemala · Guinee · Guinee‑Bissau · Guyana · Haïti · Honduras · Hongarije · Hongkong · Ierland · IJsland · India · Indonesië · Irak · Iran · Israël · Italië · Ivoorkust · Jamaica · Japan · Jemen · Jordanië · Kaaimaneilanden · Kaapverdië · Kameroen · Kazachstan · Kenia · Kirgizië · Kiribati · Koeweit · Kroatië · Laos · Lesotho · Letland · Libanon · Liberia · Libië · Liechtenstein · Litouwen · Luxemburg · Macedonië · Madagaskar · Malawi · Malediven · Maleisië · Mali · Malta · Marshalleilanden · Marokko · Mauritanië · Mauritius · Mexico · Micronesië · Moldavië · Monaco · Mongolië · Montenegro · Mozambique · Myanmar · Namibië · Nauru · Nederland · Nederlandse Antillen · Nepal · Nicaragua · Nieuw-Zeeland · Niger · Nigeria · Noord-Korea · Noorwegen · Oeganda · Oekraïne · Oezbekistan · Oman · Oostenrijk · Oost‑Timor · Pakistan · Palau · Palestina · Panama · Papoea-Nieuw-Guinea · Paraguay · Peru · Polen · Portugal · Puerto Rico · Qatar · Roemenië · Rusland · Rwanda · Saint Kitts en Nevis · Saint Lucia · Saint Vincent en Grenadines · Salomonseilanden · Samoa · San Marino · Sao Tomé en Principe · Saoedi-Arabië · Senegal · Servië · Seychellen · Sierra Leone · Singapore · Slovenië · Slowakije · Soedan · Somalië · Spanje · Sri Lanka · Suriname · Swaziland · Syrië · Tadzjikistan · Tanzania · Thailand · Togo · Tonga · Trinidad en Tobago · Tsjaad · Tsjechië · Tunesië · Turkije · Turkmenistan · Tuvalu · Uruguay · Vanuatu · Venezuela · Verenigde Arabische Emiraten · Verenigde Staten · Vietnam · Wit-Rusland · Zambia · Zimbabwe · Zuid-Afrika · Zuid-Korea · Zweden · Zwitserland
Uitgesloten van deelname: Brunei